# Filosemitism
Filosemitism (grekiska filos, "vän") syftar på ett intresse för och positiv inställning till den judiska religionen och judisk kultur. En enskild individ med detta intresse är en filosemit.

## Böcker
- An Unacknowledged Harmony: Philo-Semitism and the Survival of European Jewry (Contributions in Ethnic Studies, ISBN 0-313-22754-3), av Alan Edelstein.
- Philo-Semitism and the Readmission of the Jews to England, Sixteen Hundred and Three Through Sixteen Hundred and Fifty-Five (ISBN 0-19-821885-0), by David S. Katz, Leo Katz.
- Philosemitism: Admiration and Support in the English-Speaking World for Jews, 1840-1939 (Studies in Modern History, ISBN 0-312-22205-X),  Hilary L. Rubinstein, William D. Rubinstein